# E=M6 Family
 (novembre 2020).
E=M6 Family est une émission de télévision française de vulgarisation scientifique diffusée toutes les semaines sur Gulli du 17 novembre 2019, au 5 décembre 2021 et présentée par Mac Lesggy et Gaëlle Marie.

## Concept
Dans E=M6 Family, le duo se prête à diverses expériences ludiques et accessibles dans le but d'éduquer les enfants à la science mais aussi le grand public en général. Tous les dimanches puis tous les jeudis, des thèmes du quotidien tels que l'hygiène ou l'alimentation sont abordés à travers l'analyse d'idées reçues ou de découvertes scientifiques [pas clair] avec Mac Lesggy et Caroline Avon puis Caroline Avon en solo jusqu'en 1998 et E=M6 Découverte avec Caroline Avon de 1998 à 2002 puis Mac Lesggy jusqu'en 2003 sur M6.

## Diffusion
E=M6 Family est diffusée, pour la première saison (2019-2020), en hebdomadaire le dimanche à 21 h (prime-time), l'émission propose des reportages, des expériences que tout le monde peut réaliser chez soi mais sous la surveillance d'un adulte.
L'émission revient pour une deuxième saison, le 5 novembre 2020 mais est diffusée jeudi à 21 h 5. Elle rebascule le dimanche dès le dimanche 3 janvier 2021.

## Épisodes

### Saison 1 (2019-2020)
| No | Date de diffusion          | Thème                                                    |
| -- | -------------------------- | -------------------------------------------------------- |
| 1  | Dimanche 17 novembre 2019  | L'homme peut-il rivaliser avec l'animal ?                |
| 2  | Dimanche 17 novembre 2019  | Vidéos spectaculaires sur internet : Info ou Intox ?     |
| 3  | Dimanche 24 novembre 2019  | Hygiène : sommes-nous aussi propre que nous le pensons ? |
| 4  | Dimanche 1er décembre 2019 | Les secrets de ces aliments que nous croyons connaître ! |
| 5  | Dimanche 8 décembre 2019   | Comment adapter notre corps à l'hiver ?                  |
| 6  | Dimanche 15 décembre 2019  | Ces inventions qui ont révolutionné notre quotidien      |
| 7  | Dimanche 5 janvier 2020    | Le monde incroyable des bébés decrypté par la science    |
| 8  | Dimanche 12 janvier 2020   | La science de notre quotidien                            |
| 9  | Dimanche 19 janvier 2020   | Le sucre dans tous ces états face à la science !         |
| 10 | Dimanche 26 janvier 2020   | Nos émotions sous l'œil de la science                    |
| 11 | Dimanche 2 février 2020    | Ces animaux qui nous veulent du bien                     |
| 12 | Dimanche 9 février 2020    | La science en fête !                                     |
| 13 | Dimanche 16 février 2020   | La nature décryptée par la science                       |
| 14 | Dimanche 23 février 2020   | Les bizarreries du corps humain                          |
| 15 | Dimanche 1er mars 2020     | Les mystères de la nuit décryptés par la science         |
| 16 | Dimanche 8 mars 2020       | Le jeu décrypté par la science                           |
| 17 | Dimanche 15 mars 2020      | Nos idées reçues sur l'alimentation face à la science !  |
| 18 | Dimanche 22 mars 2020      | Pour en finir avec les bobos du quotidien                |

### Saison 2 (2020-2021)
| No | No | Date de diffusion        | Thème                                                                    |
| -- | -- | ------------------------ | ------------------------------------------------------------------------ |
| 19 | 1  | Jeudi 5 novembre 2020    | Ces hommes et femmes aux capacités supérieures : qu'en est-il vraiment ? |
| 20 | 2  | Jeudi 12 novembre 2020   | La science des odeurs !                                                  |
| 21 | 3  | Jeudi 19 novembre 2020   | La voix décryptée par la science !                                       |
| 22 | 4  | Jeudi 26 novembre 2020   | Quel est l'impact de l'alimentation sur notre corps ?                    |
| 23 | 5  | Jeudi 3 décembre 2020    | Les pourquoi des enfants !                                               |
| 24 | 6  | Jeudi 10 décembre 2020   | Les énigmes de l'histoire décryptées par la science !                    |
| 25 | 7  | Dimanche 3 janvier 2021  | La science des jouets !                                                  |
| 26 | 8  | Dimanche 10 janvier 2021 | À la maison: la science est dans toutes les pièces!                      |
| 27 | 9  | Dimanche 17 janvier 2021 | Les super-pouvoirs des animaux !                                         |
| 28 | 10 | Dimanche 24 janvier 2021 | Les spectacles de la nature ! (spéciale semaine green)                   |
| 29 | 11 | Dimanche 28 février 2021 | Les idées reçues au banc d'essai de la science !                         |
| 30 | 12 | Dimanche 25 avril 2021   | Les questions des enfants !                                              |
| 31 | 13 | Dimanche 2 mai 2021      | Les questions des enfants 2                                              |
| 32 | 14 | Dimanche 13 juin 2021    | La science des petits tracas du corps !                                  |

### Saison 3 (2021)
| No | No | Date de diffusion          | Thème                                                                |
| -- | -- | -------------------------- | -------------------------------------------------------------------- |
| 33 | 1  | Dimanche 29 août 2021      | Electricité, sable, eau potable, sel : d'où viennent-ils?            |
| 34 | 2  | Dimanche 5 septembre 2021  | Les animaux : source d'inspiration pour la science et pour l'homme ! |
| 35 | 3  | Dimanche 12 septembre 2021 | Entendre : c'est toute une science !                                 |
| 36 | 4  | Dimanche 19 septembre 2021 | Les secrets de l'intelligence animale révélés par la science !       |
| 37 | 5  | Dimanche 26 septembre 2021 | Y'a de la chimie dans nos cuisines !                                 |
| 38 | 6  | Dimanche 3 octobre 2021    | Les révélations de la science sur les objets du quotidien !          |
| 39 | 7  | Dimanche 10 octobre 2021   | La science du chaud et du froid à la maison !                        |
| 40 | 8  | Dimanche 17 octobre 2021   | L'alimentation sous l'oeil de la science !                           |
| 41 | 9  | Dimanche 24 octobre 2021   | La France, un territoire à découvrir !                               |
| 42 | 10 | Dimanche 14 novembre 2021  | Or, chocolat, diamonat, farine : d'où viennent-ils ?                 |
| 43 | 11 | Dimanche 21 novembre 2021  | Les réactions de notre corps : les pourquoi du comment ?             |
| 44 | 12 | Dimanche 28 novembre 2021  | Les secrets de la mémoire !                                          |
| 45 | 13 | Dimanche 5 décembre 2021   | La famille vu par la science !                                       |

## Accueil

### Récapitulatif
| Saison | Nombre d'épisodes | Audiences (en millions) | Audiences (en millions) | Audiences (en millions) | Audiences (en millions) | Audiences (en millions) |
| Saison | Nombre d'épisodes | Première                | Finale                  | Moyenne                 | Minimum                 | Maximum                 |
| ------ | ----------------- | ----------------------- | ----------------------- | ----------------------- | ----------------------- | ----------------------- |
| 1      | 18                | 157 000 (0,7 %)         | 246 000 (0,9 %)         | 169 471 (0,7 %)         | 88 000 (0,4 %)          | 268 000 (1,1 %)         |
| 2      | 14                | 210 000 (0,9 %)         | 166 000 (0,8 %)         | 157 357 (0,6 %)         | 84 000 (0,3 %)          | 210 000 (0,9 %)         |
| 3      | 13                | 183 000 (0,8 %)         | 149 000 (0,6 %)         | 152 692 (0,7 %)         | 83 000 (0,4 %)          | 204 000 (0,9 %)         |